# Congregação de Santa Cruz
A Congregação de Santa Cruz, abreviadamente CSC (da sigla do latim Congregatio a Sancta Cruce), é uma congregação religiosa católica de direito pontifício, voltada ao ensino, que congrega padres e irmãos. Foi fundada em Le Mans, departamento de Sarthe, em 1837, pelo Beato Padre Basile-Antoine Marie Moreau.

## História
O Padre Basile Moreau nasceu em 1799 em Laigné-en-Belin, departamento de Sarthe, no Pays de la Loire. 
Ordenado em 1835, reuniu em torno de si alguns jovens padres dispostos a responder às necessidades de ensino e evangelização no campo. Nesse mesmo ano, responsabilizou-se pelos Irmãos de São José, grupo laico fundado pelo Pade Dujarié, voltado ao ensino elementar na região. Em 1837, uniu os padres e irmãos na Congregação de Sainta Cruz para atender às necessidades pastorais do ensino. Em 1840, enviou um grupo para a Argélia.
Em 1841, fundou uma  congregação de religiosas, as Marianitas de Santa Cruz.

### Difusão
Em 1841, alguns padres e irmãos se instalam em Indiana, nos Estados Unidos. Em 1847, estabeleceram-se no Quebec, sempre acompanhados das Marianitas de Santa Cruz. O Padre Moreau faleceu em 1873, tendo sido declarado venerável por João Paulo II em 2003 e beatificado em setembro de 2007 em Le Mans.
Em 1903, o governo francês proibiu as congregações de ensino, razão pela qual a Congregação de Santa Cruz deixou a França.

## Organização atual
Atualmente, a Congregação conta com 1650 padres e irmãos, que atuam no ensino secundário e universitário em 15 países:
- França;
- Canadá;
- Estados Unidos;
- Itália, desde 1850;
- Bangladesh e Índia, desde 1853;
- Chile, desde 1943;
- Haiti, desde 1944;
- Brasil, desde 1958;
- Gana e Quênia, desde a década de 1950;
- Peru, desde 1961;
- Uganda, desde a década de 1960;
- México;
- Ruanda;
- Tanzânia, desde 2003.

## Instituições da Congregação de Santa Cruz

### Educação superior
- Universidade de Notre Dame, Notre Dame, Indiana (1842)
- Saint Mary's College, Notre Dame, Indiana (1844) (Sisters of the Holy Cross)
- St. Edward's University, Austin, Texas (1878)
- University of Portland, Portland, Oregon (1901)
- Our Lady of Holy Cross College, New Orleans, Louisiana (1916) (Marianites of Holy Cross)
- King's College, Wilkes-Barre, Pennsylvania (1946)
- Stonehill College, Easton, Massachusetts (1948)
- Holy Cross College. Notre Dame, Indiana (1966)

### Ensino secundário

#### Inglaterra
The Holy Cross Catholic Girls School (New Malden, Londres)

#### França
- Saint-Michel de Picpus, Paris. França
- Notre Dame d'Orveau Ecole, Nyoiseau, França

#### Estados Unidos
- Academy of the Holy Cross, Kensington, Maryland (1868) Sisters of the Holy Cross
- Holy Cross High School, New Orleans, Louisiana (1879)
- Holy Trinity High School, Chicago, Illinois (1910)
- Notre Dame High School, West Haven, Connecticut (1946)
- Gilmour Academy, Gates Mills, Ohio (1946)
- Notre Dame High School, Sherman Oaks, California (1947)
- St. Edward High School, Lakewood, Ohio, (1949)
- Holy Family High School, Port Allen, Port Allen, Louisiana (1949). Marianites of Holy Cross
- Archbishop Hoban High School, Akron, Ohio (1953)
- Saint Francis High School, Mountain View, California (1955)
- Notre Dame High School, Niles, Illinois (1955)
- Holy Cross High School, Flushing, New York (1955)
- Holy Cross High School, San Antonio,Texas (1957)
- St. Edmond's Academy, Wilmington, Delaware (1959)
- Cathedral High School, Indianapolis, Indiana, (1960)
- Holy Cross High School, River Grove, Illinois (1961)
- Bishop McNamara High School, Forestville, Maryland, (1964)
- Moreau Catholic High School, Hayward, California (1965)
- Holy Cross High School, Waterbury, Connecticut (1968)

#### Canadá
- Collège Notre-Dame du Sacré-Coeur, Montreal, Canadá (1861)

#### Bangladesh
- Saint Placid's High School, Chittagong (1853)
- Saint Gregory's High School. Dhaka (1881)
- Holy Cross High School Bandura (1920)
- Saint Nicholas High School, Nagori (1920)
- Biroidakuni High School, Mymensingh (1941)
- Brother Andre High School, Noakhali (1940)
- Mariam Ashram High School, Chittagong (1946)
- Notre Dame College, Dhaka (1949)
- Holy Cross College, Dhaka, Bangladesh (1950) Sisters of the Holy Cross
- Holy Cross Girls' High School, Dhaka (1950) Sisters of the Holy Cross
- Udayan High School, Barisal, Bangladesh (1952)
- St. Joseph Higher Secondary School, Dhaka (1954)
- Saint Joseph School of Industrial Trades, Dhaka, Bangladesh (1954)

#### Chile
- St. George's College, Santiago, Chile (1943)
- Colegio de Nuestra Señora de Andacollo, Santiago (1990)

#### Brasil
- Colégio Santa Maria (São Paulo), São Paulo (1947) Irmãs da Santa Cruz.
- Colégio Dom Amando, Santarém (1966)
- Colégio Notre Dame, Campinas (1968)
- Colégio Santa Cruz, São Paulo (1952).

#### Haiti
- Notre Dame College, Cap Haitian (1904)
- École Père Pérard, Plaisani
- École Père Joseph Lepévédic, Limbé.

#### Índia
- Holy Cross Matriculation Higher Secondary School, Salem, India (1965)
- Holy Cross School, Agartala, India (1970)
- Jeevan Jyothi Technical Institute, Honavar
- Holy Cross School, Mizoram
- Holy Cross School, Trichy, TN (2002)
- Holy Cross School, Aymanam, Kerala (2003)
- Holy Cross School, Ghanpur, AP (2003)
- Holy Cross School, Dahisar, Mumbai (2002)

#### Gana
- St Augustine's College. Cape Coast.
- St John's Secondary School, Sekondi Takoradi.

#### Uganda
- Holy Cross Lake View Senior Secondary School, Jinja (1993)